# جورج هاربر (لاعب كريكت أمريكي)
جورج هاربر (5 ديسمبر 1988 في الولايات المتحدة - ) (بالإنجليزية: George Harper)‏ هو لاعب كريكت أمريكي. لعب مع Buckinghamshire County Cricket Club ‏ وDurham University Centre of Cricketing Excellence ‏.

## وصلات خارجية
- جورج هاربر على موقع إي آس بي آن كريك إنفو (الإنجليزية)